# Dukakinoğlu Ahmed Pascià
Dukakinoğlu Ahmed Pascià (in albanese Ahmed Pashë Dukagjini, in turco Dukakinoğlu Ahmed Paşa) (... – Amasya, 4 marzo 1515) è stato un politico e militare ottomano di etnia albanese. Proveniva dal clan albanese dei Dukagjini (in latino: Ducaginus o Ducagini), uno dei più importanti dell'Albania medievale pre-ottomana.

## Biografia
Nel 1503, divenne sanjak-bey di Ankara ed era sposato con Gevherşah Sultan, figlia di Arnavud Sinan Pascià, un generale ottomano di origine albanese, nipote del sultano Bayezid II. Dukaginzade Ahmed Pascià era uno dei comandanti che sostennero il principe Selim nella lotta alla successione ottomana. Nel 1511, a seguito della grande rivolta dei giannizzeri, divenne beylerbey dell'Anatolia. Nella sua nuova posizione, ha svolto un ruolo determinante nel garantire che Selim sarebbe stato il prossimo Sultano nel 1512 e ha avuto un impatto importante nella vittoria militare contro il principe Ahmet, il pretendente al trono ottomano il 15 aprile 1513 a Yenişehir. Dukaginzade Ahmed Pascià potrebbe essere stato il comandante che ha catturato il principe Ahmet nella battaglia.
Entro l'estate del 1513, divenne membro come visir (ministro) nel diwan (Consiglio Imperiale) e fu il responsabile dei negoziati con Venezia sul possibile sostegno ottomano contro Carlo V. Nel 1514, Selim I iniziò la sua campagna contro i Safavidi, che culminò nella battaglia di Chaldiran. All'inizio della campagna, Dukaginzade Ahmed Pascià era a capo dell'avanguardia con 20.000 sipahi. La sua attività nelle prime fasi della campagna nelle fonti contemporanee non è chiara, ma nella battaglia di Chaldiran il 23 agosto 1514, lui e gli altri visir erano al centro della linea di battaglia accanto al Sultano . Il 7 settembre, quando l'esercito ottomano raggiunse Tabriz, la capitale safavide, Dukaginzade era nella delegazione che precedeva l'esercito per negoziare la resa della città.
Fu Gran Visir dell'impero tra il dicembre 1514 e il marzo 1515. Poi fu giustiziato da Selim I, che lo pensava coinvolto nella rivolta dei giannizzeri in corso. Suo figlio, Dukakinzade Mehmed Pascià, fu il governatore dell'Eyalet d'Egitto dal 1544 al 1546, fino a quando fu anch'egli giustiziato.

## Famiglia
Ahmed Pasha ebbe tre mogli:
- Fülane Hatun. Da lei ebbe un figlio, Dukaginzade Mehmed Pasha, che sposò una figlia del sultano Bayezid II, Gevhermüluk Sultan, da cui ebbe un figlio, Sultanzade Mehmed Ahmed Bey (che sposò Ayşe Hanzade Mihrihan Hanımsultan, figlia di Ayşe Sultan), e una figlia, Neslişah Hanımsultan (che sposò Ibrahim Bey, figlio dello stesso Ahmed e della sua seconda moglie, Gevherşah Hanımsultan).
- Gevherşah Hanimsultan. Era figlia di Ayşe Sultan e nipote di Bayezid II. Da lei ebbe un figlio, Dukaginzade Ibrahim Pasha (m. 1582, che sposò Neslişah Hanımsultan, figlia di Gevhermülük Sultan e Dukaginzade Mehmed Pasha), e una figlia, Fatma Hanim. Il matrimonio terminò con un divorzio prima del 1511.
- Hafiza Hafsa Sultan. Era figlia di Selim I, figlio ed erede di Bayezid II. Si sposarono nel 1511.